# شادی معترضان بعد از حذف تیم فوتبال ایران از جام جهانی ۲۰۲۲
جشن و پایکوبی سراسری پس از حذف تیم فوتبال ایران از جام جهانی وقتی صورت گرفت که تیم فوتبال ایران در جام جهانی فوتبال ۲۰۲۲ در مسابقه با تیم ملی فوتبال آمریکا شکست خورد. حکومت ایران روی صعود این تیم به مرحله بعدی بازی‌ها حساب کرده بود.

## پیش‌زمینه
این دوره از بازی‌های جام جهانی در حالی آغاز شد که بیش از دو ماه از شروع خیزش ۱۴۰۱ می‌گذشت. از این‌رو تیم ملی ایران، هدف انتقادهای زیادی قرار گرفت. چند روز پیش از آغاز بازی‌های جام جهانی در قطر، بازیکنان و کادر فنی با ابراهیم رئیسی، رئیس‌جمهور، دیدار کردند و با او عکس یادگاری گرفتند. این دیدار بازتاب و انتقادات گسترده‌ای در شبکه‌های اجتماعی داشت. بعد از افشای اسناد بعد از هک خبرگزاری فارس مشخص شد جمهوری اسلامی و سپاه پاسدارن برنامه‌ریزی گسترده‌ای برای استفاده تبلیغاتی از این بازی‌ها دارند.

## جشن و شادی مردم
بر اساس تصاویر و ویدئوهایی که در شبکه‌های اجتماعی منتشر شده، در تهران، تبریز، اصفهان، زاهدان، بهبهان، مشهد، روانسر، کرمانشاه، قم، سنندج، مریوان، اردبیل، دزفول، کرج، اراک، رشت، زنجان، گرگان، ساوه و بسیاری از دیگر شهرها کشور، معترضان در خیابان‌ها تا پاسی از شب با شادی و رقص، حذف تیم فوتبال ایران از جام جهانی را جشن گرفتند.
در شهر سقز، زادگاه مهسا (ژینا) امینی، مردم شکست تیم فوتبال ایران و حذف آن از رقابت‌های جام جهانی ۲۰۲۲ را با ابراز شادی و آتش‌بازی در آسمان این شهر جشن گرفتند. در شهرهای اهواز، جوانرود، نیز مردم به همین مناسبت به جشن و شادی پرداختند.

## تیراندازی مأموران امنیتی به سوی مردم
مأموران امنیتی در چند شهر به سمت مردمی که در حال شادی بودند، تیراندازی کردند. بنا بر گزارش سازمان حقوق بشر ایران، مهران سماک، جوان ۲۷ ساله شامگاه سه‌شنبه هشتم آذر ماه در جریان تجمع مردم انزلی بر اثر شلیک مستقیم مأموران امنیتی جان باخت. همچنین در اثر تیراندازی مأموران امنیتی جمهوری اسلامی علاوه بر مهران سماک که بنا به گفته دادستان رشت وی با گلوله ساچمه‌ای کشته شد، ۳۰ شهروند کرد نیز مجروح شدند.

## واکنش‌ها
- قربانعلی دری نجف‌آبادی نماینده ولی‌فقیه در استان مرکزی در خطبه‌های ۱۱ آذر نمازجمعه اراک با تشکر از فوتبالیست‌های تیم ملی فوتبال ایران اعلام کرد «از اینکه بعضی‌ها نسبت به فوتبالیست‌ها بی مهری کردند و از باخت آنها مقابل آمریکا اظهار خوشحالی و شادی کردند، دل انسان شکسته می‌شود.»[۱۷]